# Arocephalus rifipunctum
Arocephalus rifipunctum är en insektsart som beskrevs av Adolf Remane och Asche 1980. Arocephalus rifipunctum ingår i släktet Arocephalus och familjen dvärgstritar. Inga underarter finns listade i Catalogue of Life.